# Округ Сијера (Калифорнија)
Сијера (енгл. Sierra County) је округ у америчкој савезној држави Калифорнија.

## Демографија
По попису из 2010. године број становника је 3.240, што је 315 (-8,9%) становника мање 2000. године.
| Група             | 2000.         | 2010.         |
| Белци             | 3.210 (90,3%) | 2.855 (88,1%) |
| Афроамериканци    | 7 (0,2%)      | 6 (0,2%)      |
| Азијати           | 6 (0,2%)      | 12 (0,4%)     |
| Хиспаноамериканци | 213 (6,0%)    | 269 (8,3%)    |
| Укупно            | 3.555         | 3.240         |